# Katarina Ivanović
Katarina Ivanović (1811-1882) fue una pintora serbia del Imperio austríaco (más tarde Hungría en Imperio austrohúngaro). Se la considera la primera pintora serbia de la historia del arte moderno. Mientras estudiaba en la Academia de Bellas Artes de Viena, viajó a Múnich, París e Italia. Introdujo nuevos temas en la pintura de su país: arte de género y bodegón. En cuanto a su estilo, Ivanović estuvo a medio camino entre el Biedermeier y el Romanticismo. Incursionó en pintura de composiciones históricas pero destacó en retrato, siendo especialmente conocida por sus autorretratos. Fue la primera pintora instruida, lo que le permitió formar parte, en 1876, de la Academia de las Artes y de las Ciencias de Serbia.
Ivanović nació en Veszprém, en el Imperio austríaco, en el seno de una familia de clase media, y creció en Székesfehérvár. Tras cursar estudios en Budapest, trabajó en Belgrado desde 1846 hasta 1847. En años posteriores, pasó gran parte de su tiempo viajando y viviendo en diferentes lugares, incluyendo París y Zagreb. Ivanović regresó a Székesfehérvár, donde murió en 1882.

## Galería

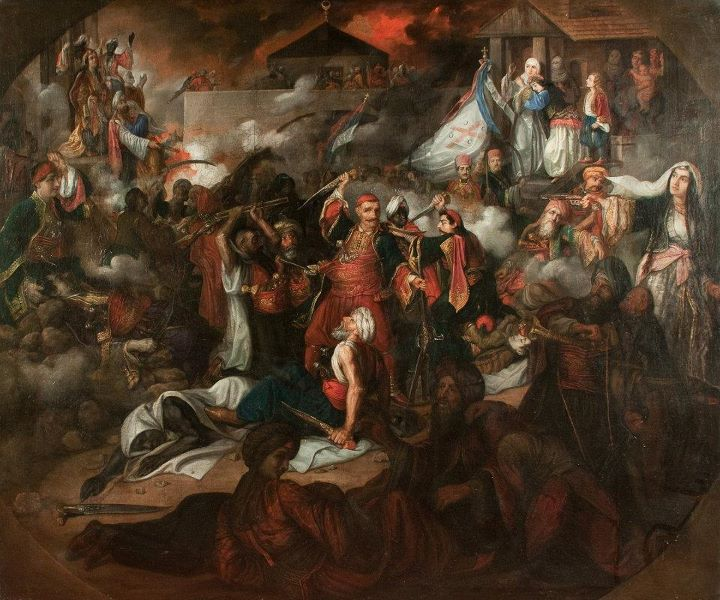
La conquista de Belgrado (1844–45)
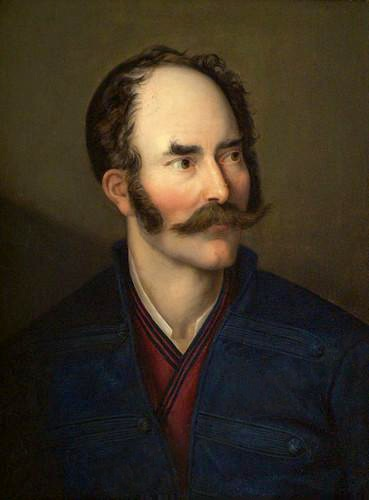
Sima Milutinović (1840)